# Alfa-hydroxykyseliny

α-, β-, a γ-hydroxykyseliny

Alfa-hydroxykyseliny, též α-hydroxykyseliny, jsou organické sloučeniny obsahující hydroxylovou skupinu navázanou na karboxylovou kyselinu (patří tedy mezi hydroxykyseliny) na alfa uhlík, tedy uhlík sousedící s karboxylem. Významnými sloučeninami z této skupiny jsou kyselina glykolová, mléčná, mandlová a citronová.
Jedná se o látky podobné běžným karboxylovým kyselinám, jejich struktura ale umožňuje tvorbu vnitřních vodíkových vazeb mezi hydroxylovým vodíkem a jedním z karboxylových kyslíků; tento jev navyšuje kyselost, například pKa kyseliny mléčné je 3,86, zatímco u nesubstituované kyseliny propionové činí 4,87; kyselina mléčná je tak asi desetkrát silnější než propionová.

## Využití

### Krmiva
Kyselina 2-hydroxy-4-(methylthio)máselná, vyráběná jako racemická směs, se používá v krmivech pro zvířata jako náhrada methioninu.

## Výskyt
Některé alfa-hydroxykyseliny jsou meziprodukty biosyntézy dimethylsulfoniopropionátu, prekurzoru přírodního dimethylsulfidu.

## Výroba, příprava a reakce
Alfa-hydroxykyseliny se vyrábějí adicemi kyanovodíku na keton nebo aldehyd a následnou kyselou hydrolýzou vzniklého kyanhydrinu.
Dilithiované karboxylové kyseliny vytvářejí reakcemi s kyslíkem meziprodukty, ze kterých se působením vody stávají α-hydroxy kyseliny:
RCHLiCO2Li + O2 → RCH(O2Li)CO2Li
RCH(O2Li)CO2Li + H+ → RCH(OH)CO2H + 2 Li+ + ...
Alfa-ketoaldehydy vstupují do Cannizarových reakcí za vzniku α-hydroxykyselin:
RC(O)CHO + 2 OH− → RCH(OH)CO2− + H2O
Alfa-hydroxykyseliny jsou využívány jako stavební kameny v organické syntéze; využívají se například na tvorbu aldehydů oxidačními štěpeními vazeb.
K průmyslově využívaným sloučeninám z této skupiny patří kyselina glykolová, kyselina mléčná, kyselina citronová a kyselina mandlová.
Tyto kyseliny mohou být dekarbonylovány za vzniku aldehydů či ketonů a oxidu uhelnatého. Mohou také vytvářet polyestery a nemembránové protobuněčné struktury.

## Bezpečnost
Alfa-hydroxykyseliny jsou v kosmetických přípravcích při používání doporučených množství bezpečné. Vedlejší účinky se nejčastěji projevují mírným podrážděním a/nebo zarudnutím a odlupováním kůže. Intenzita účinků závisí na pH a koncentraci použité kyseliny. Kyselina glykolová může kůži chránit před účinky slunečního záření.